# Maxmo

Escudo de Armas de Maxmo.

Maxmo (en finés: Maksamaa) es un antiguo municipio de Finlandia. Se encuentra en la provincia de Finlandia Occidental y fue parte de la región de Ostrobotnia. El municipio se consolidó con Vörå para formar el nuevo municipio de Vörå-Maxmo en 2007.
El antiguo municipio tenía una población de 1037 (2003) y un área de 148.06 km² de los cuales una cuarta parte eran tierras de cultivo. La densidad de población era de 7,0 habitantes por km². La mayoría eran hablantes de sueco (90 %) y la minoría hablantes de finés (8 %).
Maxmo formaba parte del archipiélago de Kvarken. El archipiélago de Kvarken está en constante ascenso desde el mar a una velocidad de las más rápidas del mundo. Durante los últimos 600 años, más de un tercio de las áreas de tierra en Maxmo ha aumentado desde el nivel del mar. Ello supone más de 81 000 m²  de tierras ganadas al mar cada año.
En julio de 2006 el archipiélago de Kvarken fue añadido como una extensión de la Patrimonio de la humanidad UNESCO  de La Costa Alta. Sus 5600 islas e islotes se caracterizan principalmente por la presencia de morrenas con cresta ondulada, llamadas morrenas de Geer, formadas por la fusión del casquete de hielo continental sobrevenido unos 10 000 a 24 000 años atrás.